# Karim Aït Fana
Karim Aït Fana (Limoges, 25 februari 1989) is een Marokkaanse profvoetballer. 
Hij speelde 10 seizoenen bij Montpellier, waarmee hij in 2009 promoveerde naar de Ligue 1. Nadien kwam hij uit voor Nîmes Olympique en Consolat Marseille.

## Statistieken
| Seizoen | Club               | Land      | Competitie           | Wedstrijden | Doelpunten |
| ------- | ------------------ | --------- | -------------------- | ----------- | ---------- |
| 2005/06 | Montpellier HSC    | Frankrijk | Ligue 2              | 1           | 0          |
| 2006/07 | Montpellier HSC    | Frankrijk | Ligue 2              | 13          | 1          |
| 2007/08 | Montpellier HSC    | Frankrijk | Ligue 2              | 31          | 2          |
| 2008/09 | Montpellier HSC    | Frankrijk | Ligue 2              | 29          | 6          |
| 2009/10 | Montpellier HSC    | Frankrijk | Ligue 1              | 33          | 5          |
| 2010/11 | Montpellier HSC    | Frankrijk | Ligue 1              | 19          | 0          |
| 2011/12 | Montpellier HSC    | Frankrijk | Ligue 1              | 11          | 2          |
| 2012/13 | Montpellier HSC    | Frankrijk | Ligue 1              | 8           | 0          |
| 2013/14 | Montpellier HSC    | Frankrijk | Ligue 1              | 4           | 1          |
| 2014/15 | Montpellier HSC    | Frankrijk | Ligue 1              | 0           | 0          |
| 2016/17 | Nîmes Olympique    | Frankrijk | Ligue 2              | 23          | 0          |
| 2017/18 | Consolat Marseille | Frankrijk | Championnat National |             |            |

## Erelijst
Montpellier
- Kampioen Ligue 1

2011/12